# Pogonomyrmex maricopa
Pogonomyrmex maricopa Wheeler, 1914 è una formica della sottofamiglia Myrmicinae diffusa in Arizona.

## Veleno
Si crede che il suo veleno sia il più tossico tra tutti gli insetti. Dodici punture di questa formica possono uccidere un topo di 2 kg. Nel caso degli umani una puntura crea un dolore intenso che può rimanere fino a quattro ore.